# Відсаджувальна постіль

Структура відсаджувальної постілі

Відсаджувальна постіль (рос.отсадочная постель, англ. jig bed, нім. Setzbett n) — у збагаченні корисних копалин маса матеріалу, яка перебуває на решеті в робочому стані відсаджувальної машини.

## Види відсаджувальної постілі
- Н а т у р а л ь н а В.п. являє собою масу збагачуваного матеріалу підвищеної питомої ваги (при збагаченні вугілля це в основному породні фракції) в стані його поздовжнього переміщення і вертикального розшарування під дією коливань середовища.

- Ш т у ч н а В.п. — постіль, яка спеціально створюється на решеті з сипучого зернистого матеріалу заданої питомої ваги та гранулометричного складу (польового шпату, керамічних, гумових, скляних кубиків, куль і т. ін.).

В.п. виконує важливу функцію селективного вивантаження дрібних зерен важкого компонента через решето.

## Розпушеність відсаджувальної постелі
Розпушеність відсаджувальної постелі (рос. разрыхлённость отсадочной постели; англ. expansion of a jig bed, нім. Setzbettauflockerung f) — один з головних інтегральних параметрів процесу збагачення корисних копалин у відсаджувальних машинах, ступінь віддалення окремих зерен відсаджувальної постелі одне від одного в період її зависання. Визначає можливість взаємного переміщення частинок і, отже, є чинником динамічності процесу розшарування постелі. Р.в.п. — сполучна ланка між технологічними та гідродинамічними параметрами. Використовується як контрольований параметр у ряді систем автоматичного регулювання відсаджувальним процесом. Крім того, періодично контролюється оператором відсаджувальної машини за побічними виявами (за щільністю відсаджувальної постелі, яка визначається за допомогою щупа).

## Цікаво
Штучна відсаджувальна постіль описана Георгом Агріколою у фундаментальній праці «Про гірничу справу та металургію» (De Re Metallica, 1556 р.): 
| «Для того щоб сито не надто швидко пропустило (матеріал), промивальник підкладає під нього рудний горішок і рудну крупу». |